# Ende schlecht, alles gut (Film)
Ende schlecht, alles gut ist eine in Deutsch gedrehte, ungarische Filmkomödie aus dem Jahre 1934 von Fritz Schulz. In den Hauptrollen spielen, angeführt von Szöke Szakall, einige im Deutschland der Weimarer Republik beliebte ungarisch-jüdische Filmkomiker, die nach Hitlers Machtantritt das Land verlassen mussten und vorübergehend nach Budapest heimkehrten. Der Geschichte liegt das gleichnamige Bühnenstück (1933) von Siegfried Geyer zugrunde.

## Handlung
Der alte Anton Polgar hat ein ehrliches, aber nicht eben luxuriöses Leben als Papierhändler in der ungarischen Provinz gelebt und ist nun allmählich in die Jahre gekommen. Seine beiden fernab lebenden Söhne Viktor und Ferry, die ihn eines Tages besuchen, scheinen sich seiner einfachen Herkunft offensichtlich ein wenig zu schämen, denn sie, in der Großstadt reich und vornehm geworden, möchten nicht, dass ihr Vater sich daheim mit derartigem Kleinklein weiterhin abrackert. Außerdem plant Viktor Polgar, sich mit einer leibhaftigen Baronesse zu verheiraten, und da erscheint ihm ein Papierhändler als Schwiegervater nicht standesgemäß. Kurzerhand holen sie Anton zu sich, und der noch immer sehr quirlige und geschäftige Mann, der ohne Arbeit nicht richtig leben kann, ist nun dazu verdonnert, sich dem süßen Nichtstun zuzuwenden. Anton gefällt das gar nicht, und so versucht er sich rasch an einem neuen Betätigungsfeld: Er lässt sich in einem auf Handarbeiten spezialisierten Geschäft, das nicht so recht zu florieren scheint, als Geschäftsführer einstellen und bringt den Laden wieder so richtig in Schwung.
Nicht nur Anton ist ein Neuankömmling in der Metropole: Auch die junge brave Bäckerstochter Eva Dobos, aus derselben Kleinstadt wie Anton, ist hierher gekommen, denn sie hat sich bei Viktors und Ferrys Besuch des Vaters in Ferry Polgar verliebt. Das Glück zwischen den beiden wäre kaum auszuhalten, wäre da nicht die temperamentvolle und eifersüchtige Tänzerin Lilly, die wie die fleischgewordene Versuchung zwischen Ferry und Eva steht. Natürlich kommt es zwischen diesen Dreien rasch zu allerlei Verwicklungen und Missverständnissen, und Ferry muss sich anstrengen, um seine vorübergehend verlustig gewordene Eva wieder zu sich zurückzuholen. Die gewollte Vornehmheit Ferrys und Viktors führt in der Zwischenzeit dazu, dass Viktor ohne Ferrys Wissen durch Betrug zu einem Kredit zu kommen versucht. Das geht natürlich prompt schief. Der alte Polgar erfährt davon, ahnt aber nicht, dass Viktor in die Angelegenheit verwickelt ist. Nur Eva hat den Durchblick und kann Viktors Transaktion vereiteln. Zwar hat sie nun verhindert, dass Viktor Polgar kriminell wird, dafür sind jedoch die beiden Brüder pleite. Viktor ist jedoch nicht nur sein Geld los, sondern auch die Baronesse, die nun kein Interesse mehr an ihm zeigt. Die Folgen: Der Junge findet als Papas Angestellter ein Auskommen in dessen neuem Geschäft, und Ferry zieht mit seiner Eva in die große, weite Welt hinaus, um dort beider Glück zu suchen. Fazit: Ende schlecht, alles gut.

## Produktionsnotizen
Ende schlecht, alles gut entstand im Juli 1934 in den Budapester Hunnia-Ateliers und wurde in Österreich am 28. Dezember 1934 erstmals gezeigt. Massenstart war der 11. Januar 1935.
Márton Vincze entwarf die Filmbauten, Ferenc Lohr war für den Ton zuständig.
Von dem Film wurde unter dem Titel „Helyet az öregeknek“ auch eine ungarische Fassung mit denselben Darstellern hergestellt, die bereits am 29. November 1934 in den Kinos anlief.

## Musiktitel
Es wurden folgende Musiktitel gespielt:
- Eine Frau mit solchen Beinen
- Warum hast du mir weh getan

## Kritiken
Paimann’s Filmlisten resümierte: „Eigentlich wenig Handlung für 5 Akte; nette Episödchen und Einfälle, in die erst gegen Ende Tempo kommt, und Situationen, welche nur dank der für sie eingesetzten Komiker einigermassen wirken. Anständiges Ensemblespiel, oft witziger Dialog.“
Die Österreichische Film-Zeitung nannte Ende schlecht, alles gut einen „sehr lustigen Film“
Auf film.at heißt es: „Bestgelaunte Darsteller, prächtige Sets und eine professionelle Regie – in jeder Einstellung sind der ausgelassenen Musicalkomödie der Enthusiasmus und die Hoffnungen des Unabhängigen Films anzusehen. Im Mittelpunkt: Szöke Szakall, der als Papierhändler Polgar alle Hände voll zu tun hat, das Leben seiner missratenen Söhne ins Lot zu bringen. Gerade in den liebevollen Details liegt der Reiz eines Lustspiels, das zu den vergnüglichsten seiner Zeit zählt. Daran nicht unbeteiligt – wiederum Szöke Szakall. Ein Schauspieler, der es vor allem verstand, Mitgefühl und Situationskomik, Sentimentalität und sarkastischen Witz zu vereinen.“